# はねろ!コイキング
『はねろ!コイキング』（英: Magikarp Jump）は、SELECT BUTTONが開発、株式会社ポケモンが発売しているスマートフォン向けアプリ。iOSとAndroid向けに、2017年5月23日にリリースされた。
プレーヤーは、コイキングがより高く飛ぶ事が出来るように育成する。また、コイキングを育成させる事でプレイヤーとコイキング両方に経験値が入り、目標を達成する事が出来る。ゲームを進めるには労力と時間がかかるが、課金をする事で進めやすく出来る。2017年8月現在、合計で10種類の本リーグと3種類のエクストラリーグが用意され、様々なクリア報酬も用意されている。

## ゲームプレイ
トレーナーはコイキングがよりCP（はねる力）を多く持つように育成し、リーグを勝ち進む事が目標。CPが高ければ高いほど、より高くジャンプしバトルに勝つ事が出来る。トレーナーのいけすには、育成の助けとなるデコレーションを配置する事ができ、様々な効果（CPやコイン、たべものの獲得など）のスキルを持つポケモンも出現する。CPはたべものを食べたりとっくんをすることで高くなる。たべものはランダムにいけすに現れる。とっくんは時間とともに回復するとっくんポイントを消費して行う。たべものやとっくんは、ランクアップする事でCPの獲得量を上げる事ができ、その多くは課金でも行える。コイキングを育成する間、ランダムにイベントが発生し、CPの獲得量が増減したりする。最大レベルまで育成した後、リーグ戦で他のトレーナーと対戦する。負けた場合は引退し、別のコイキングを捕まえて再対戦する事になるが、相手のCPが表示されたり、既に勝利したバトルをスキップすることが出来る。コイキングのステータスには2種類あり、リーグの対戦成績などによって変化する。様々な色や模様のコイキングを捕まえる事が出来る。